# Шабасанов, Махтум Кули Караевич
Махтум Кули Караевич Шабасанов — советский хозяйственный, государственный и политический деятель.

## Биография
Родился в 1930 году. Член ВКП(б) с 1951 года.
С 1955 года — на хозяйственной, общественной и политической работе. В 1955—1990 гг. — инженер бригады, начальник цеха промысла нефтеуправления «Кумдагнефть», первый секретарь Небит-Дагского городского комитета КП Туркменистана, председатель Туркменского республиканского Совета профсоюзов, 1-й секретарь Ашхабадского городского комитета КП Туркменистана, заведующий Отделом нефтяной и химической промышленности ЦК КП Туркменистана, начальник Главного управления СМ Туркменской ССР по газификации, председатель Государственного комитета Туркменской ССР по газификации, министр коммунального хозяйства Туркменской ССР.
Избирался депутатом Верховного Совета СССР 7-го и 8-го созывов.